# Publicat
Publicat S.A. este o societate pe acțiuni cu sediul în Poznań, care se ocupă de activități de editare. Ea este compania-mamă a grupului, care include următoarele edituri: Elipsa, Papilon, Publicat, Wydawnictwo Dolnośląskie, Wydawnictwo Książnica și Centrum Edukacji Dziecięcej.

## Activitate
Grupul Publicat, prin publicațiile sale, operează pe diverse segmente de piață:
- Elipsa (Poznań) este specializată în albume și ghiduri tematice;[1]
- Książnica (Katowice) publică în principal beletristică, inclusiv romane polițiste și romane de dragoste, precum și romane istorice;[2]
- Papilon (Poznań) publică cărți pentru copii cu vârsta sub 12 ani;[3]
- Publicat (Poznań) publică cărți de popularizare a științei, ghiduri și cărți turistice și manuale pentru tineri și adulți;[4]
- Wydawnictwo Dolnośląskie (Wrocław) publică literatură artistică, beletristică, precum și cărți despre Silezia Inferioară; cărțile publicate sunt incluse în colecțiile „A To Polska Właśnie”, „Biblioteka Klasyki”, „Historia i Tradycja” și „Skarbiec Miast Polskich”;[5]
- Centrum Edukacji Dziecięcej (Poznań) este specializată în cărți educaționale pentru copii sub 9 ani și în publicații pentru părinți și profesori.[6]

În anul 2005 grupul (care includea la acea vreme editurile Publicat, Książnica și Wydawnictwo Dolnośląskie) a publicat un total de 599 de titluri, inclusiv 246 de titluri noi. Veniturile grupului s-au ridicat la peste 40 de milioane de zloți noi, cu 15% mai mult decât în 2004.

## Istoric
Compania a început să funcționeze în 1990 sub denumirea de „Podsiedlik-Raniowski i S-ka Sp. z o.o.”. După cea a publicat inițial cărți pentru copii, și-a extins în timp oferta editorială cu ghiduri, cărți de beletristică și științe populare. În 2004 și-a schimbat denumirea și forma juridică, transformându-se dintr-o societate cu răspundere limitată într-o societate pe acțiuni. Dezvoltarea ulterioară a companiei a constat în achiziția mai multor editori: Wydawnictwa Dolnośląskiego din Wrocław în 2004, Książnicy din Katowice în 2005 și Elipsa din Varșovia în martie 2007. În 2006 a fost creată editura Papilon, care a publicat cărți pentru copii.

## Legături externe
- Site-ul oficial al editurii